# لويس لي غرينغ
لويس لي غرينغ هو سياسي جنوب أفريقي، ولد في 16 أغسطس 1928 في Ladybrand ‏ في جنوب أفريقيا، وتوفي في 25 أكتوبر 1991 في بوتشيفستروم في جنوب أفريقيا. نشط حزبياً في الحزب الوطني. وقد انتخب عضو برلمان جنوب أفريقيا ‏.